# Geniates fuscicollis
Geniates fuscicollis är en skalbaggsart som beskrevs av Ohaus 1917. Geniates fuscicollis ingår i släktet Geniates och familjen Rutelidae. Inga underarter finns listade i Catalogue of Life.